# Regio

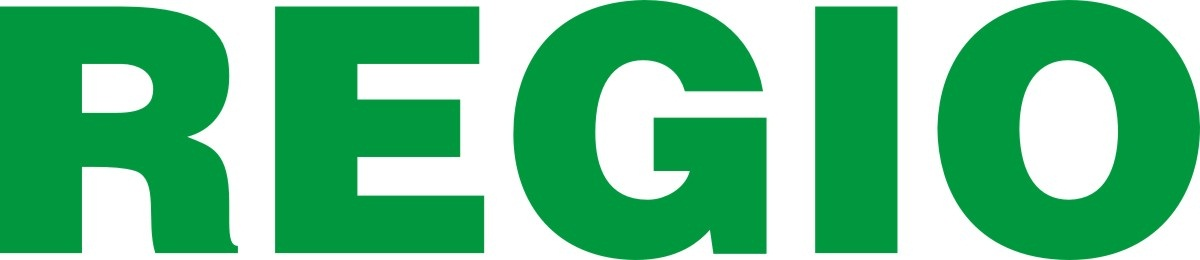
Logo Regio

Pociąg Regio (skrót: R; dawniej skrót O) – nazwa pociągów osobowych spółki Polregio (dawniej Przewozy Regionalne).
W sieciowym rozkładzie jazdy PKP PLK oznaczane kolorem czarnym. Na przejazd pociągiem Regio w Polsce obowiązuje taryfa Regio.
Pociągi są zestawiane głównie z elektrycznych lub spalinowych zespołów trakcyjnych. Zdarzają się także pociągi prowadzone składami wagonowymi 2 klasy (czasem zdeklasowanymi wagonami klasy 1), w tym dostosowanymi do przewozu rowerów wagonami B11p/Bpv i Bmnopux, prowadzonymi lokomotywami EP07, SP32, SM42/SU42 lub SU45, a nawet pociągi prowadzone wagonami spalinowymi, zwłaszcza w relacjach w granicach województwa na trasach lokalnych.  
Pociągi Regio są zwykle przeznaczone do podróży do granicy województwa, jednakże wiele z tych relacji wykracza granice województw, czasem nawet pociągi Regio kursują przez kilka województw, jak np.: relacje: Łódź Kaliska - Wrocław Główny, Poznań Gł. - Kluczbork, Poznań Gł. - Świnoujście Port, Kępno - Tarnowskie Góry, Grudziądz - Gdynia Gł., czy Grudziądz - Malbork.

W pociągach Regio obowiązują: taryfa R (z zastosowaniem ulg ustawowych: 33, 37, 49, 51, 78, 93, 95 i 100%), Regio Karnet, „Ty i raz, dwa, trzy”, Bilet Turystyczny, Bilet Turystyczny + CD oraz bilety według taryf międzynarodowych TCV i WZ.

Pociągi Regio
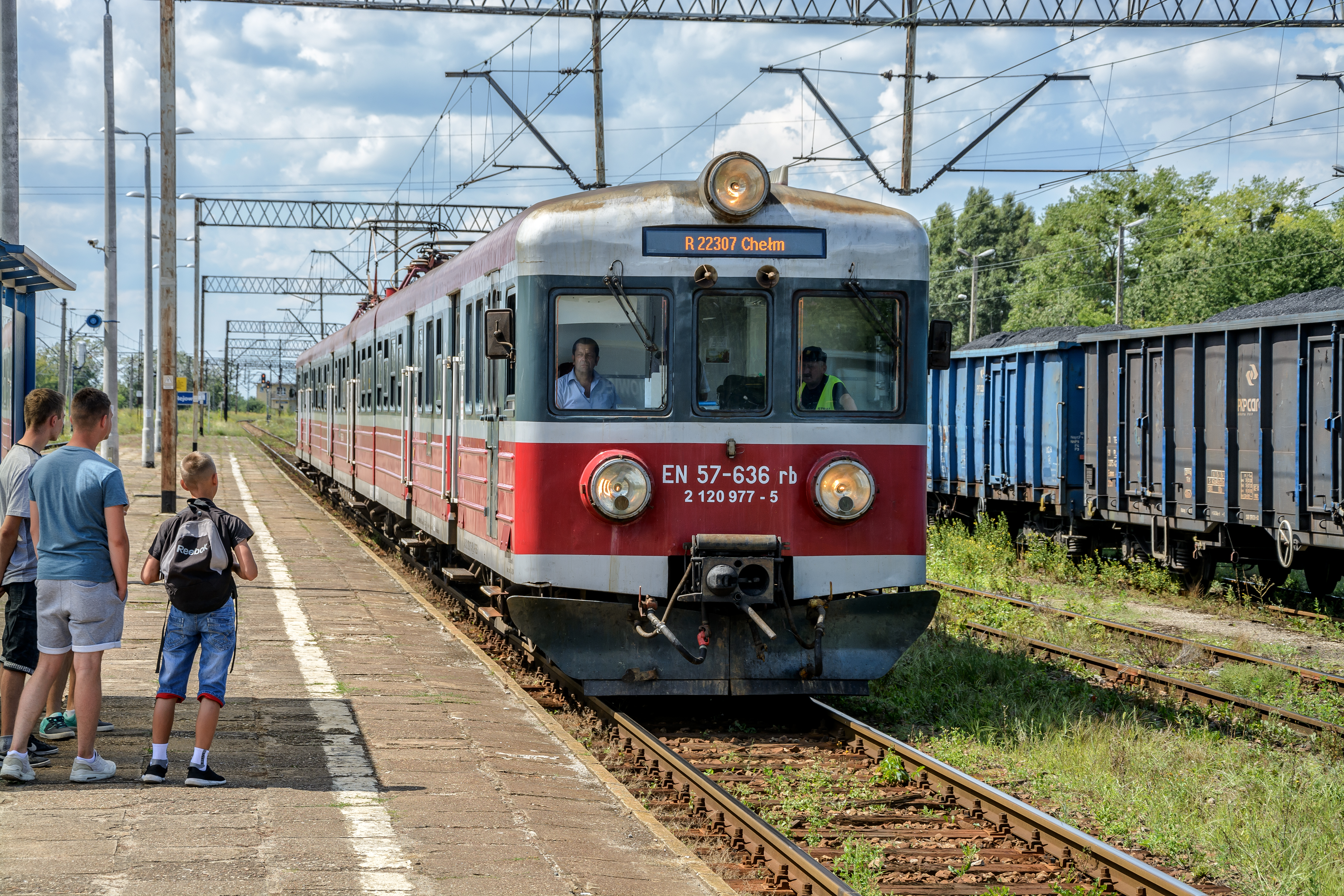
Klasyczny pociąg kategorii Regio, obsługiwany elektrycznym zespołem trakcyjnym EN57 (2016)
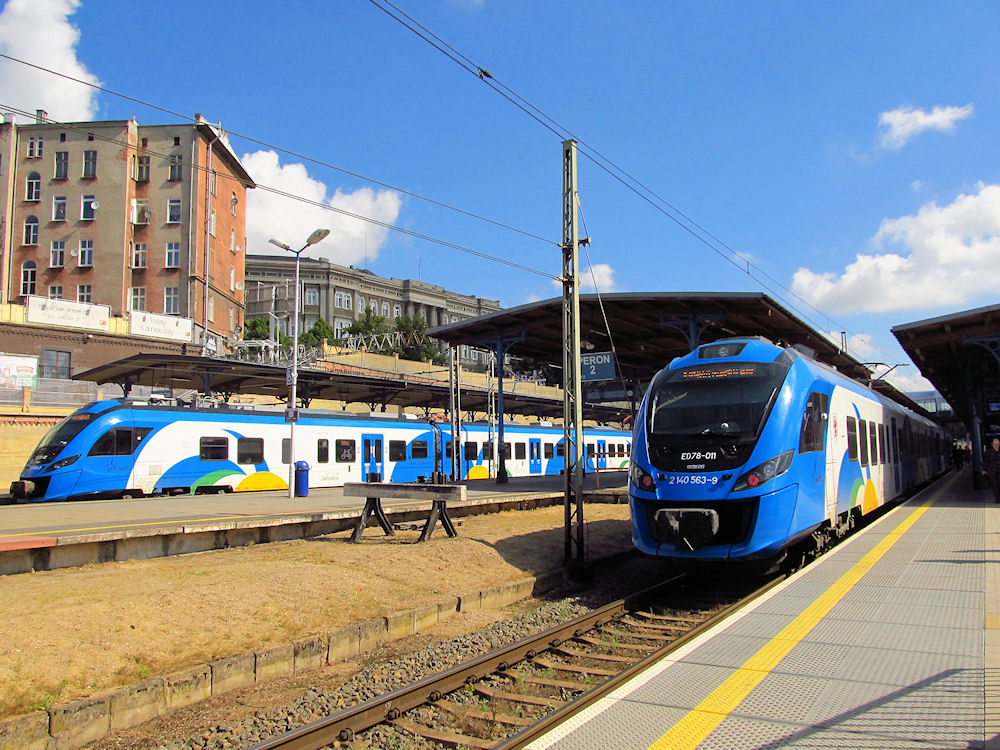
Pociągi Regio obsługiwane jednostkami elektrycznymi typu Newag Impuls (2016)
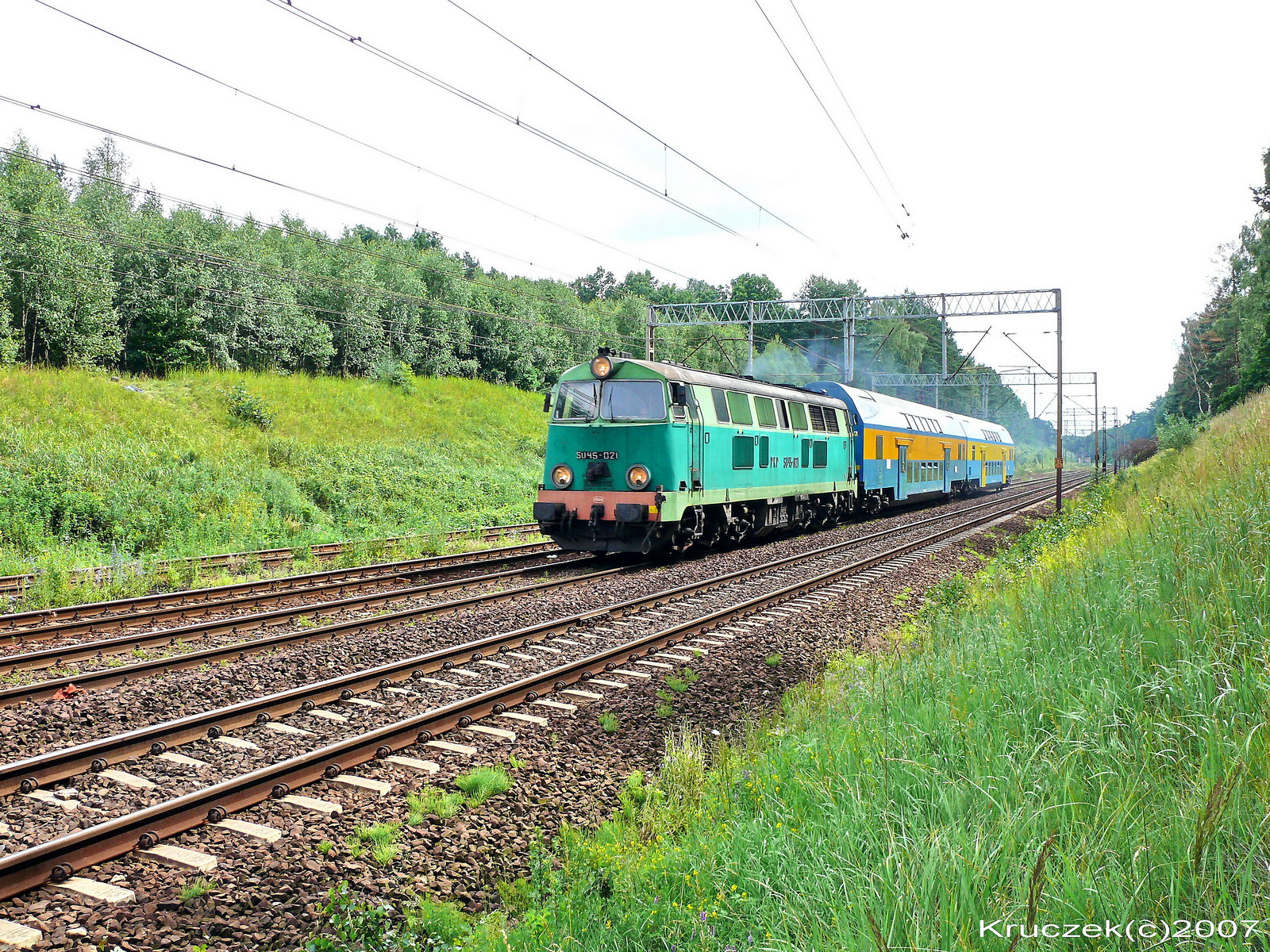
Pociąg Regio obsługiwany lokomotywą SU45 z wagonami typu Bmnopux (2006)
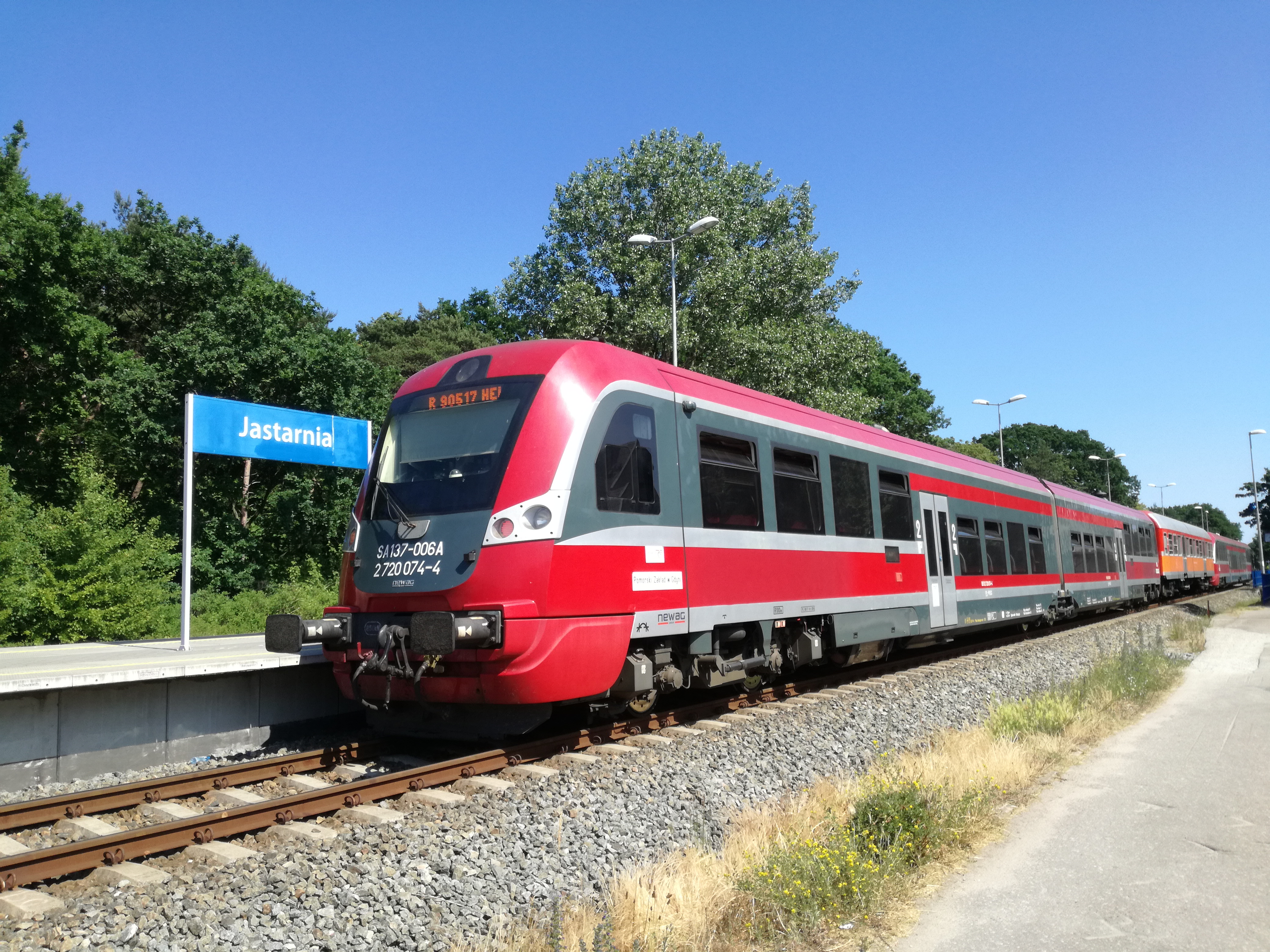
Pociąg Regio obsługiwany szynobusem SA137 (2021)
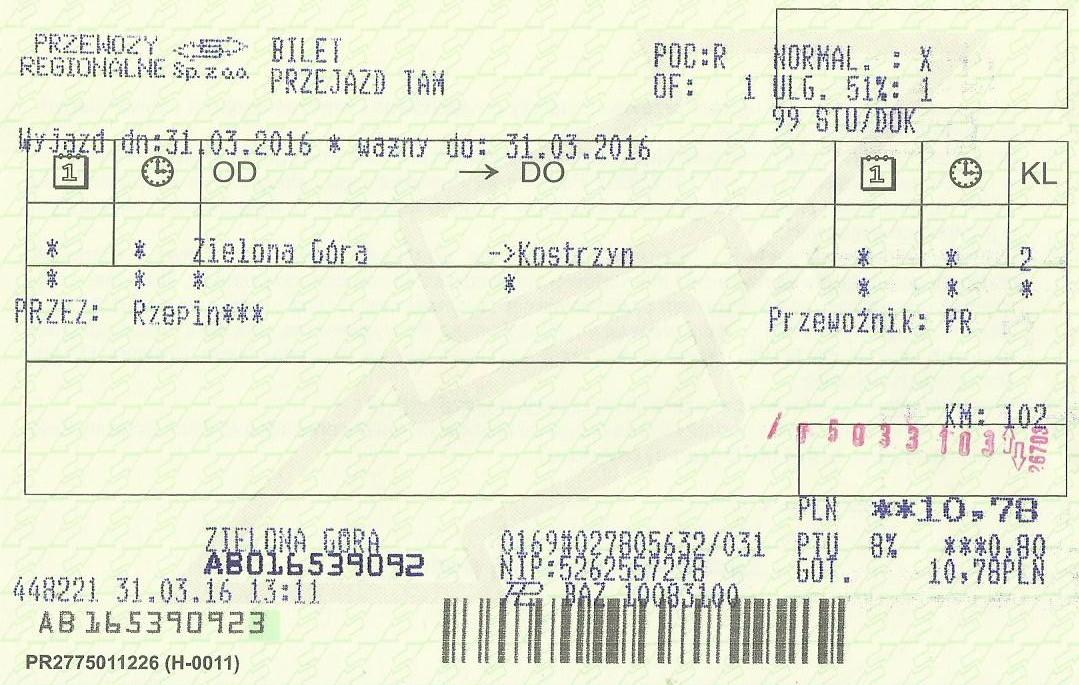
Bilet uprawniający do przejazdu pociągiem kategorii Regio